# St. James Infirmary Blues

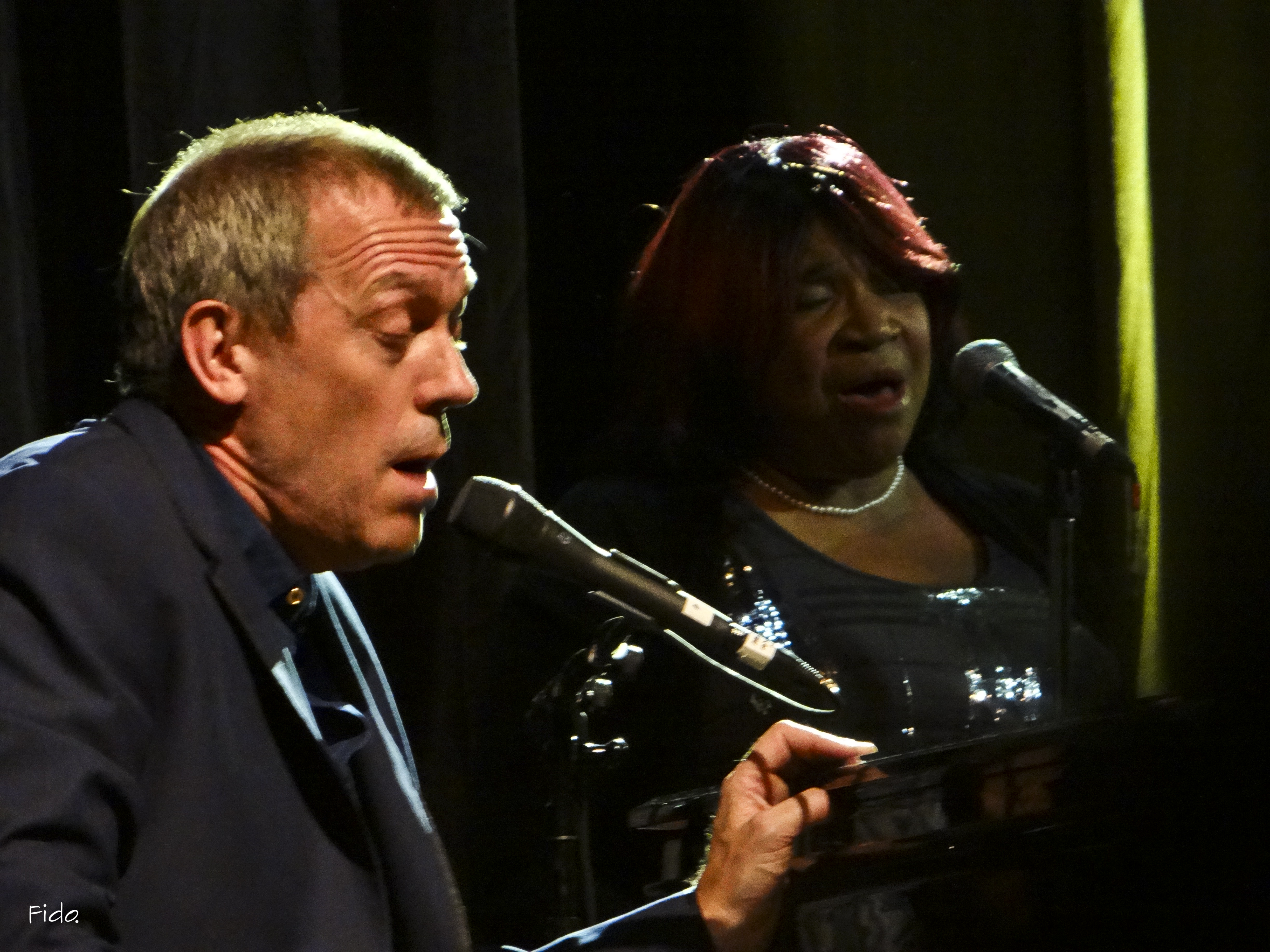
Hugh Laurie, jeden z mnoha interpretů St. James Infirmary Blues (2012)

St. James Infirmary Blues je americká lidová píseň (folksong) neznámého původu, ačkoliv někdy je připisována písničkáři jménem Joe Primrose (nezaměňovat s pseudonymem Irvinga Millse). Louis Armstrong tuto píseň proslavil na své vlivné nahrávce z roku 1928.

## Autorství a historie
St. James Infirmary Blues je založena na tradiční anglické folkové písni z 18. století s názvem The Unfortunate Rake (známá také jako The Unfortunate Lad nebo The Young Man Cut Down in His Prime), o vojákovi, který utratí své peníze za prostitutky a poté umře na pohlavní nemoc. Různé variace písně typicky obsahují vypravěče, který vypráví příběh mladého muže (popř. ženy) „zaříznutého v nejlepších letech“ jakožto důsledek morálně pochybného chování. Například, v době, kdy se píseň dostala do Ameriky, hazard a alkohol byly běžnou příčinou úmrtí mladých lidí. Napříč anglofonním světem existuje mnoho verzí této písně. Některé dokonce zmutovaly do jiných amerických standardů jako např. The Streets of Laredo.
Někteří říkají, že název písně je odvozen od špitálu St. James Hospital v Londýně, což byl církevní ústav pro léčbu lepry. Tato interpretace je však problematická, neboť toto zařízení bylo zavřeno v roce 1532, když pozemek získal Jindřich VIII. Tudor a postavil místo něj St James's Palace.
Podle jiné interpretace se jedná o nemocniční sekci St James Workhouse, která byla otevřena roku 1725 farností St James Parish na Poland Street v Piccadilly a její provoz pokračoval až do 19. století, čímž by existovala současně s nástupem písně.
Melodie dřívějších verzí této písně, včetně Bard of Armagh a Unfortunate Rake, je v durové tónině a podobá se písni Streets of Laredo. Jazzová verze, jak ji hrál Louis Armstrong, je v mollové tónině a zdá se, že byla ovlivněna akordovými strukturami převládajících v latinskoamerické hudbě, zejména v tangu.
Jako u většiny podobných lidových písní se text liší od jedné verze k druhé. Toto je ukázka první sloky, jak ji zpíval Louis Armstrong:
I went down to St. James Infirmary,
Saw my baby there,
Stretched out on a long white table,
So cold, so sweet, so fair.
Let her go, let her go, God bless her,
Wherever she may be,
She can look this wide world over,
But she'll never find a sweet man like me.

## Interpreti
Významní interpreti St. James Infirmary jsou: James Booker, Duke Ellington, Kermit Ruffins, King Oliver, Jerry Reed, Artie Shaw, Lead Belly, Big Mama Thornton, Jack Teagarden, Billie Holiday, Louis Armstrong, Cassandra Wilson, Stan Kenton, Josh White, Lou Rawls, Bobby Bland, Ramblin' Jack Elliott, Doc Watson, Count Basie a Dizzy Gillespie, Dave Van Ronk, "Spider" John Koerner, Janis Joplin, The Doors, Paul Butterfield, The Animals, The Standells. Nedávno pak The White Stripes, Stray Cats, Tarbox Ramblers, Snooks Eaglin, Isobel Campbell a Mark Lanegan, Tom Jones a Jools Holland. Jazzoví kytaristé Marc Ribot a Ivan "Boogaloo Joe" Jones, a pianista Allen Toussaint nahráli instrumentální verze.
V češtině nahráli v roce 1983 píseň Petr Kalandra a Jan Spálený se skupinou ASPM pod názvem „Špitál u svatého Jakuba“ (autorem českého textu je Zdeněk Rytíř).
Bob Dylan použil melodii St. James Infirmary pro svou píseň Blind Willie McTell, kterou složil k poctě bluesovému zpěvákovi Blind Willie McTellovi. Ten kdysi nahrál verzi St. James Infirmary pod názvem Dying Crapshooter's Blues. Píseň odkazuje na St. James Hotel v Minneapolis.
Verze z živých koncertů se objevily např. na albech Joe Cockera z roku 1972 a 1976. Van Morrison nahrál vlastní verzi písně na své album What's Wrong with This Picture? z roku 2003 a živou verzi na svém albu limitované edice Live at Austin City Limits Festival z roku 2006. The White Stripes nahráli svou verzi písně na své self-titled album z roku 1999. V roce 2002 se píseň objevila v anime filmu Metropolis od Osamu Tezuky v podání Atsushi Kimury.
Hugh Laurie nahrál píseň St. James Infirmary na své album Let Them Talk z roku 2011 a přidal k ní intro rozšířené o úryvky z písní House of the Rising Sun a You Can't Always Get What You Want.
V únoru 2012, Trombone Shorty a Booker T. Jones zahráli instrumentální verzi písně jako zahájení koncertu „Red, White, and Blues“ v Bílém domě.